# II Brygada Etapowa
II Brygada Etapowa – jednostka wojsk wartowniczych i etapowych w okresie II Rzeczypospolitej.

## Struktura organizacyjna
Organizacja we wrześniu 1920:
- dowództwo brygady
- II Kielecki batalion etapowy
- II Warszawski batalion etapowy
- III Krakowski batalion etapowy
- I Łódzki batalion etapowy

Organizacja w styczniu 1921:
- dowództwo brygady – Grodno
- III Poznański batalion etapowy
- I Warszawski batalion etapowy
- II Warszawski batalion etapowy
- III Warszawski batalion etapowy
- I Łódzki batalion etapowy

Latem 1919 w strukturze brygady był też:
- V Kielecki batalion etapowy

## Dowódcy brygady
- mjr Karol Rozdół (był IX 1920)[1]
- płk Kazimierz Majewski (XII 1920-)[2]
- płk Bolesław Zaleski (20 I 1921 - [2])